# Marinebasis Gangjeong
Die Marinebasis Gangjeong ist ein Projekt der südkoreanischen Marine nahe der Ortschaft Gangjeong in Seogwipo auf der Insel Jejudo. Geplant ist ein Areal mit 480.000 Quadratmetern Ausdehnung mit Platz für 20 Kriegs- und zwei Kreuzfahrtschiffe.
Die lokale Bevölkerung versucht, dieses Projekt zu verhindern. Auf der Insel gibt es Naturräume rund um den Vulkan Halla-san, die von der UNESCO als schützenswert anerkannt sind. Zudem war den Inselbewohnern aufgrund des Massakers von Jeju ein besonderer Frieden zugesagt worden. Im April 2011 wurde jedoch das geänderte „Jeju-Sondergesetz“ mit dem Entwicklungsplan für den Stützpunkt verabschiedet.